# Dansk Sportsdykker Forbund
Dansk Sportsdykker Forbund (forkortet DSF) er et forbund af danske sportsdykkerklubber. Forbundet blev dannet i 1965 og består pr. 1. marts 2012 af 161 medlemsklubber.
DSF er medlem af Verdensorganisationen for undervandsaktiviteter (CMAS), samt Danmarks Idræts-Forbund.
Medlemmer og medlemsklubber kan deltage i de instruktøruddannelser, der udbydes af forbundet, som også udsender medlemsbladet Sportsdykkeren til samme.
Forbundet består af en række udvalg, som varetager medlemmernes interesser under forbundet:

## Videnskabelige udvalg
- Arkæologisk Udvalg
- Biologiudvalget
- Fotoudvalget

## Sportslige udvalg
- Finnesvømmerudvalget
- UV-Jagtudvalget
- UV-Rugbyudvalget
- Fridykkerudvalget

## Serviceudvalg
- Appeludvalget
- Historisk Samling
- Kommunikationsudvalget
- Teknisk Udvalg
- Ungdomsudvalget